# 鯉魚精
鯉魚精，是台灣苗栗縣三義鄉民間傳說中的魚怪，因為長期在當地作怪而被居民以法術殺害。

## 傳說
傳說過去在當地附近的潭水裡，棲息著一隻巨大的鯉魚精，牠長期騷擾附近的村落，讓居民的生活相當困擾。所以居民利用神明在夢中的指點，在潭水邊種滿毒魚用的魚藤，並把東面的山命名為「關刀山」，象徵用關刀斬斷魚藤，讓毒液流入潭中毒死魚精，後來鯉魚精果然沒有再作怪。而種魚藤的地方就被稱為「魚藤坪」（今龍騰地區）。

## 現代研究
關於鯉魚精傳說的起因，有人認為是當地傳說源頭的水潭形狀像一尾鯉魚，也有人認為是漢人入侵後和當地原住民發生衝突時，漢人只要逃至當地一座「歸安橋」的南邊便不會再受到追殺的傳說而來。
另外，傳說地點並非位於今日的鯉魚潭水庫，而是其西邊附近一帶，無法確認確切地點。